# Гуквалди
Гуквалди (чеськ. Hukvaldy) — муніципалітет у підніжжі Західних Бескидів та в долині річки Ондржейниці, в Мораво-Сілезькому краї, в окрузі Фрідек-Містек. До 1 липня 1982 року муніципалітет був відомий під назвою Скленов. Зараз у населеному пункті проживає  2126 (станом на 1 січня 2021 року) мешканців. Гуквалди відомі насамперед як батьківщина всесвітньовідомого композитора Леоша Яначека. 

## Етимологія
Назва муніципалітету походить від назви укріплення, що на околиці міста. Землі, на яких був побудований замок, належали родині Гукесваґен, від яких і походить назва Гуквалди.

## Історія
Вперше цей населений пункт згадується у 13 столітті під назвою Скленов у статуті сусіднього села Козловиці. У ті часи це було невелике поселення довкола сторожової фортеці на шляху з Оломоуця в Краків, а назва походила від ремесла місцевих мешканців —  вони виготовляли скляні вироби. Поступово поселення розширювалося шляхом вирубки довколишніх лісів, так було засновано сучасні частини муніципалітету Горні Скленов і Рихалтиці.
З кінця 13 століття це поселення було центром феоду. Тут часто змінювалася влада, а фортеця й поселення іноді зазнавали руйнувань через військові дії на цих землях. Десь між 1294 і 1307 роками поселення перейшло до єпископів Оломуцьких.  
Як самоврядна одиниця Гуквалди почали розвиватися з 1849 року, коли село було звільнене від кріпацтва й селяни почали обирати своїх представників. Першим сільським головою був обраний селянин Ян Матула з Горного Скленова.
У 1982 році муніципалітет було перейменовано на Гукалди. 

## Адміністрація

### Устрій
Гуквалди відносяться до місцевих адміністративних одиниць Чехії —  муніципалітетів. 

### Адміністративний поділ
Гуквалди поділяються на дві кадастрові діляники, до складу яких входить п'ять адміністративних одиниць. 

#### Скленов
- Гуквалди
- Долні Скленов
- Горні Скленов

#### Рихалтіце
- Рихалтіце
- Крналовіце

## Населення
| 1869 | 1890 | 1910 | 1930 | 1961 | 1991 | 2010 | 2011 | 2012 | 2013 | 2014 | 2015 | 2016 | 2017 | 2018 | 2019 | 2020 | 2021 |
| ---- | ---- | ---- | ---- | ---- | ---- | ---- | ---- | ---- | ---- | ---- | ---- | ---- | ---- | ---- | ---- | ---- | ---- |
| 1862 | 1837 | 1940 | 2107 | 2145 | 1856 | 1918 | 1948 | 1967 | 2001 | 1989 | 2017 | 2031 | 2070 | 2092 | 2104 | 2123 | 2126 |

## Відомі люди
- Ян Чапек — чеський воєначальник, гусит, шляхтич; володів замком і, ймовірно, тут помер.
- Фрідріх Егон фон Фюрстенберг — архієпископ Оломоуцький; помер тут.
- Леош Яначек — чеський композитор, музикознавець-етнограф і педагог; народився тут.

## Галерея

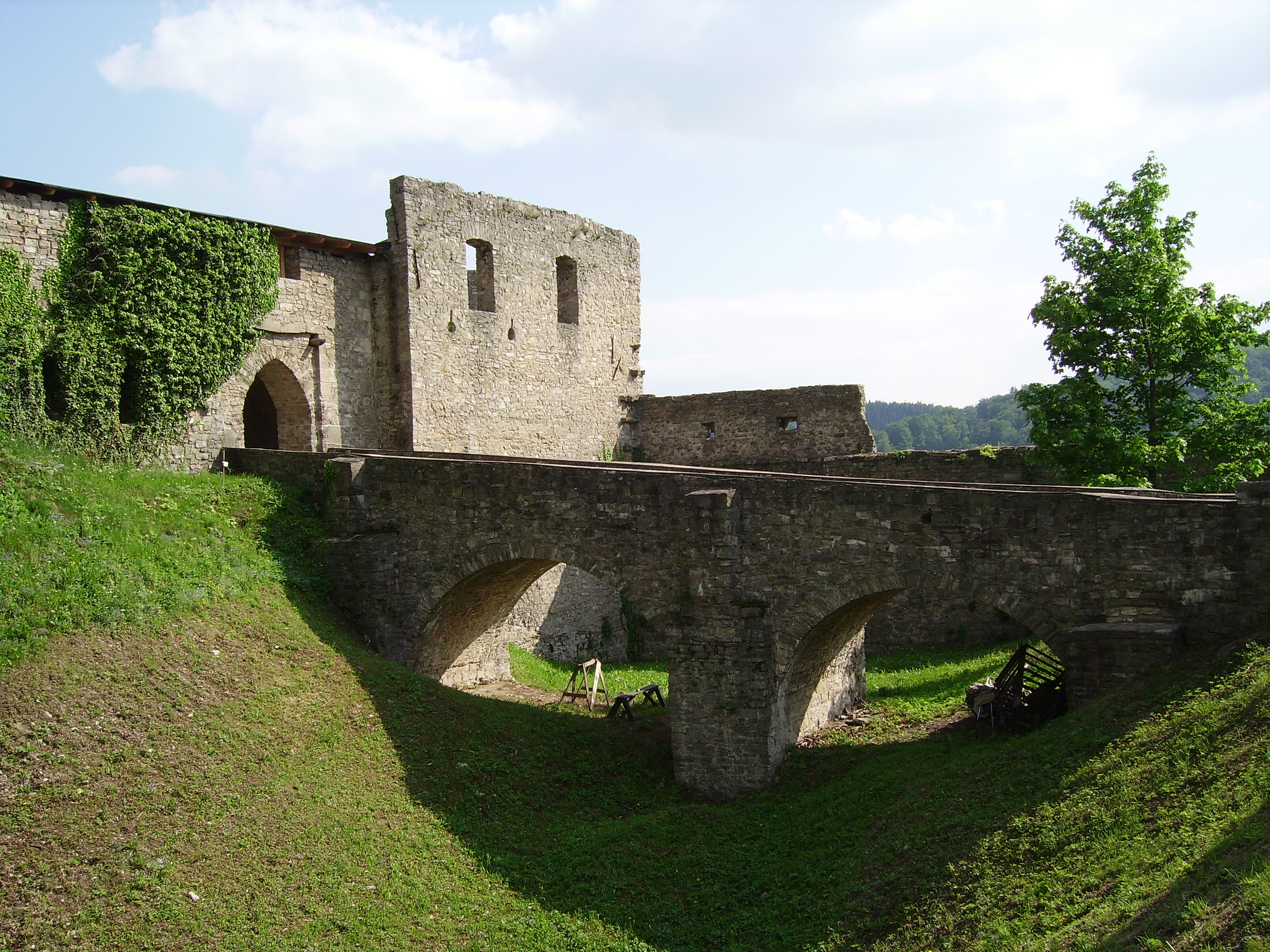
Замок Гуквалди
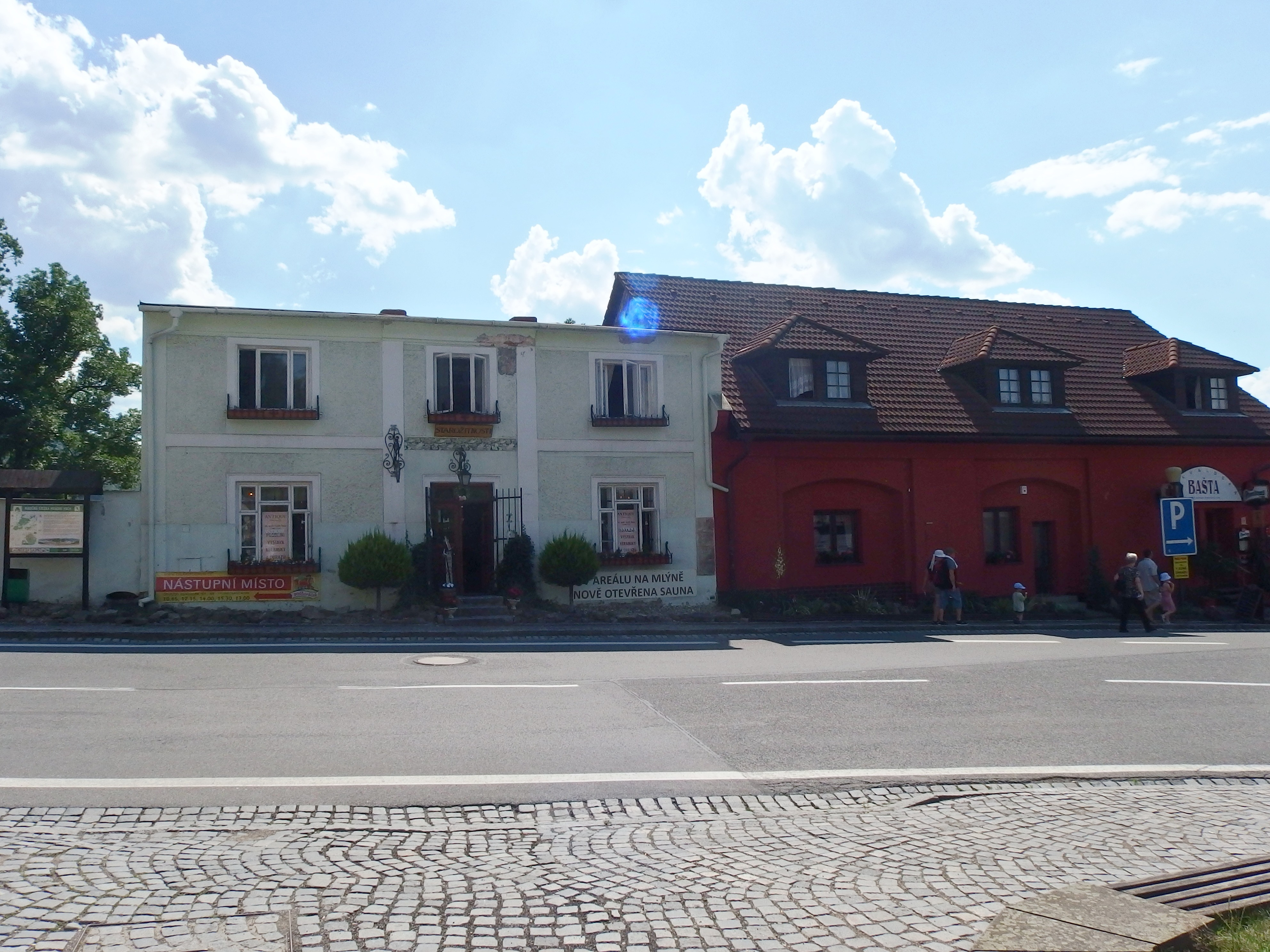
Житлова забудова Гуквалди
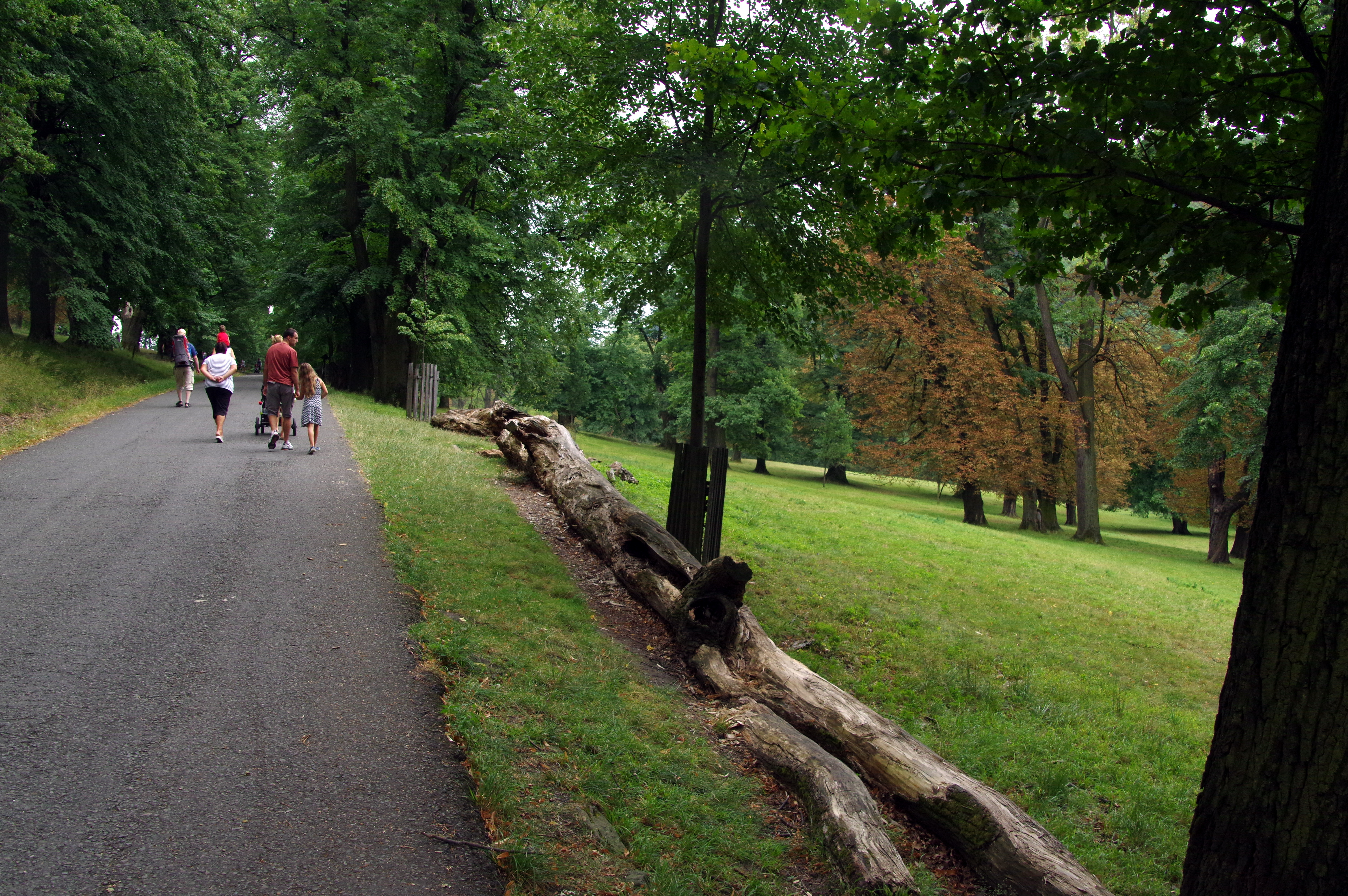
Заповідник Гуквалди
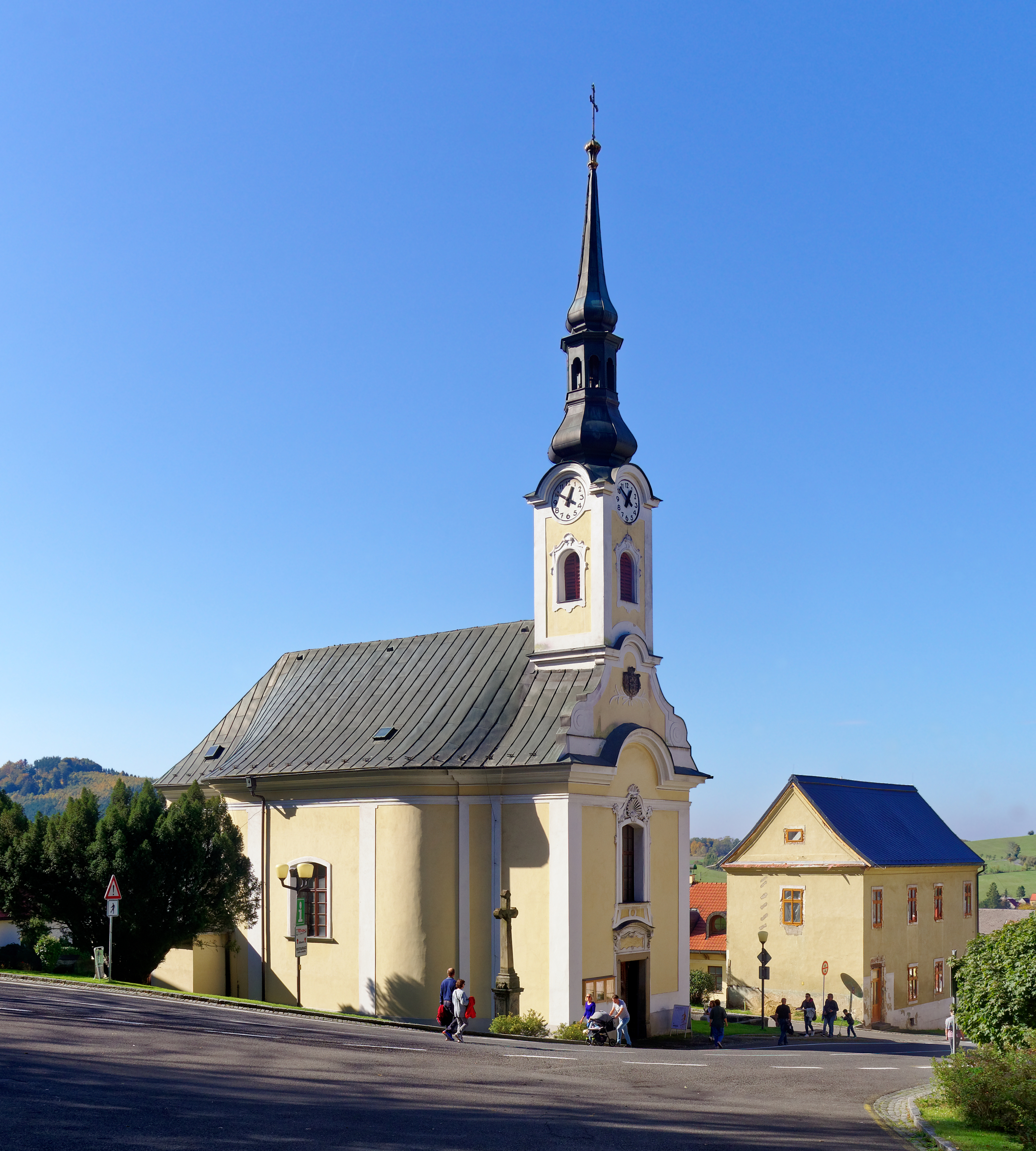
Костел св. Максиміліана
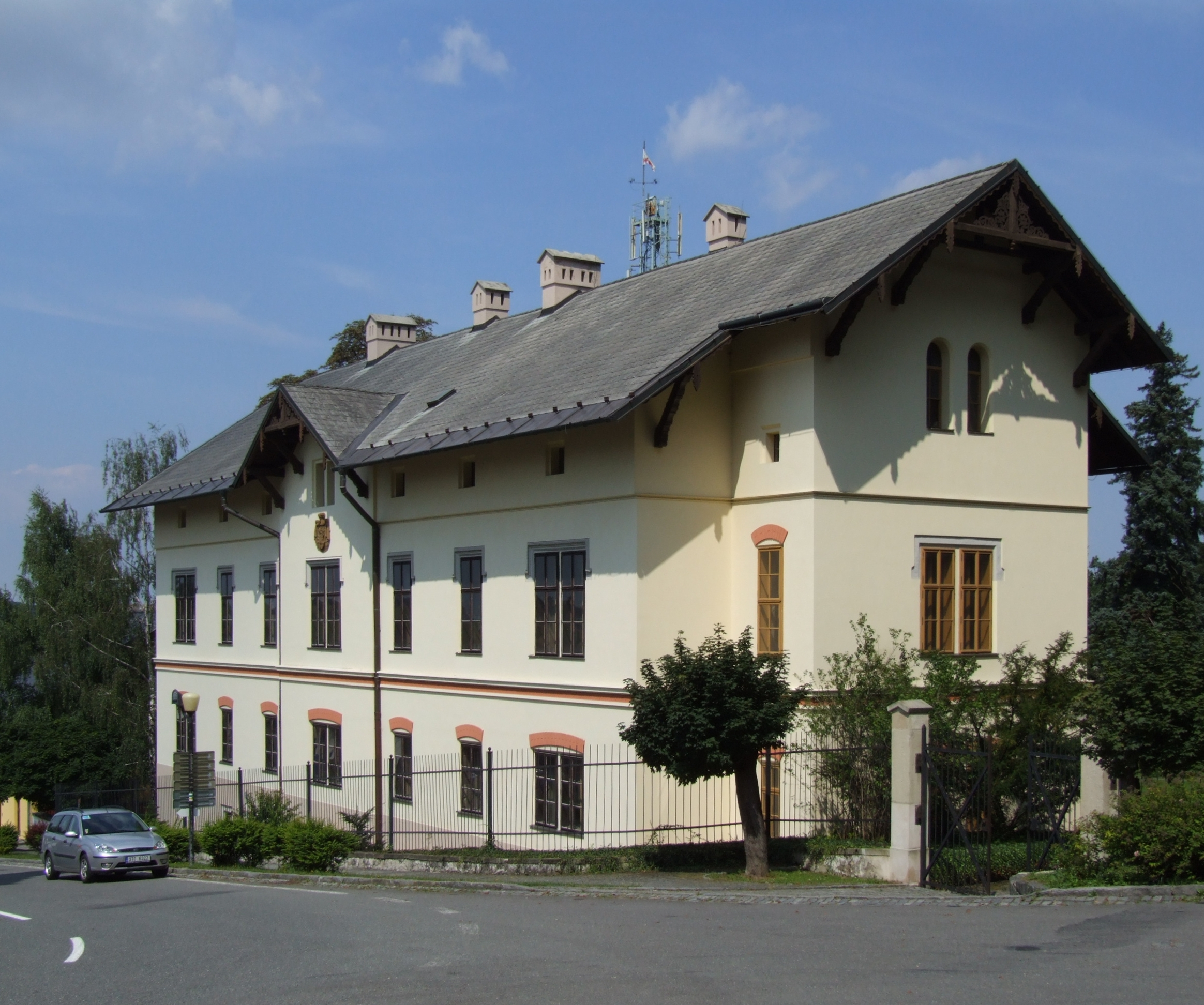
Колишній архієпископський палац